# Симаков, Николай Евстафьевич
Николай Евстафьевич Симаков (1828—1886) — российский художник-рисовальщик, акварелист, этнограф и составитель сборников орнаментов; автор эскиза Самарского знамени.

## Биография
Николай Симаков родился в 1828 году в Симбирске
Учился искусству живописи в Императорской Академии художеств, на выставках которой появлялся со своими акварелями дважды, а именно: с портретом жены (1860 год), доставившим ему звание свободного художника, затем с портретом Ю. Ф. Самарина и картиной «Вакханка» (1863 год).

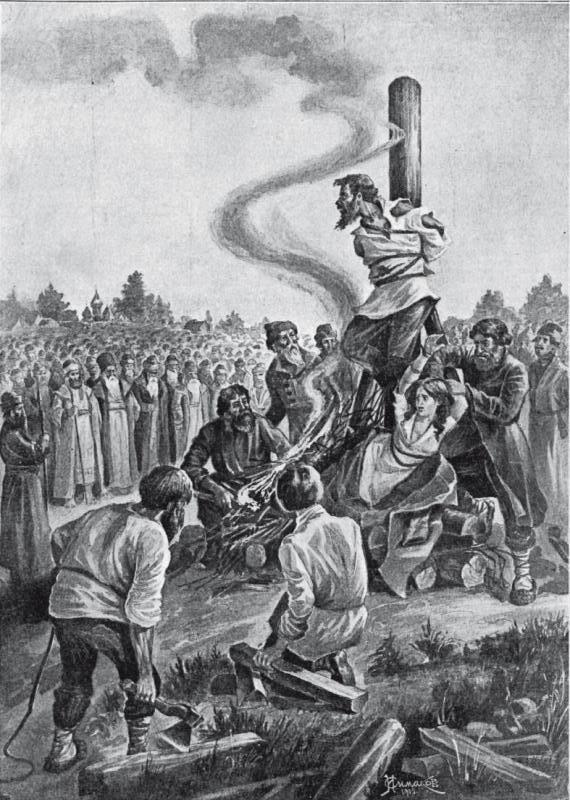
Иван Андреевич сжигает своего боярина А. Д. Мамона с женой
(художник Николай Симаков)

В журнале «Нива» был опубликован один из его рисунков на историческую тематику, на котором было изображено, как
в 1444 году Иван Андреевич Можайский сжигает своего боярина А. Д. Мамона с женой.
Кисти Симакова принадлежит эскиз Самарского знамени — одного из символов вооружённых сил Болгарии; полотно, вышитое монахинями Иверского женского монастыря, было подарено жителями Самары болгарским ополченцам во время Русско-турецкой войны.
Участвовал в Самарской ученой экспедиции, отправленной в 1879 году в Среднюю Азию, откуда вывез множество орнаментальных рисунков. Из собранного Николай Евстафьевич Симаков составил альбомы: чувашских и мордовских узоров с вышивок и тканей, по 26 листов каждый (1875 и 1878 гг., находящиеся в Академии Художеств), ташкентских художественных изделий — в 50 листов (изданный под заглавием «Искусство Средней Азии» в 1882 году), древнерусских изделий — в 24 листа (вышедший под названием «Русский народный орнамент» в 1882 году).
Кроме того Н. Е. Симаков был помощником секретаря в Обществе Поощрения Художеств (1880—1884), затем заведующим рисовальной школой для детей при Императорской Петергофской гранильной фабрике и, наконец, исправляющим должность директора этой фабрики.
Николай Евстафьевич Симаков скончался 24 марта (5 апреля) 1886 года в Петергофе.

## Семья
В 1860 году, проживая в Симбирске, под руководством Д. И. Минаева (отец Д. Д. Минаева) изучал быт русского крестьянства, познакомился с его дочерью Елизаветой и женился на ней. Её портрет представил на Академической выставке в Петербурге, за который получил звание свободного художника.